# Coelosia
Coelosia is een muggengeslacht uit de familie van de paddenstoelmuggen (Mycetophilidae). De wetenschappelijke naam van het geslacht is voor het eerst geldig gepubliceerd in 1863 door  Johannes Winnertz.
Coelosia komen voor in de Nearctische, Palearctische, Holarctische en Oriëntaalse gebieden. Er zijn minstens 24 soorten beschreven.
Het zijn kleine, delicate muggen met een vleugellengte van gemiddeld 4 tot 7 mm. Ze houden zich op in min of meer vochtige en schaduwrijke  bosgebieden.

## Soorten
- C. bicornis Stackelberg, 1946
- C. flava (Staeger, 1840)
- C. fusca Bezzi, 1892
- C. gracilis Johannsen, 1912
- C. lepida Johannsen, 1912
- C. limpida Plassmann, 1986
- C. modesta Johannsen, 1912
- C. pygophora Coquillett, 1904
- C. tenella (Zetterstedt, 1852)
- C. truncata Lundström, 1909